# جکی و خون‌آشامان
جکی و خون‌آشامان (انگلیسی: The Twins Effect) فیلمی اکشن و رزمی محصول هنگ کنگ با کارگردانی مشترک دانته لام و دانی ین است که در سال ۲۰۰۳ منتشر شد.

## داستان
نور خورشید خون‌آشام‌ها را آزار می‌دهد و حتی می‌کشد اما اگر یک خون‌آشام بتواند کتاب مقدس خون‌آشام‌ها را به نام: «روز به جای شب» بگشاید با نیروئی که پس از باز شدن کتاب به دست خواهد آورد گذشته از آن که نور آزارش نخواهد داد دارای نیروهای افسانه‌ای خواهد شد اما یک خون‌آشام برای باز کردن این کتاب باید گوهر ویژه‌ای را که در روان شش شاهزاده خون‌آشام نهفته‌است به دست آورد تا این کتاب باز شود.
یک اشراف‌زاده خون‌آشام به نام: «دوک دکوتس» برای رسیدن به این خواسته آن گوهر ویژه را از روان پنج شاهزاده خون‌آشام به دست آورده‌است اما شاهزاده ششم به نام: «کازاف» به همراه دستیارش به نام: «پرادا» کتاب روز به جای شب را با خودش برداشته و از اروپا به هنگ کنگ گریخته‌است و در هنگ کنگ در کلیسائی که خریده‌است مانده‌است تا از دست دوک دکوتس در امان بماند، دوک دکوتس هم برای به دست آوردن آن کتاب مقدس و آن گوهر ویژه با انبوهی از خون‌آشام‌های هوادارش از اروپا به هنگ کنگ می‌رود.
به گروه ضد خون‌آشام خبر می‌رسد که انبوهی از خون‌آشام‌ها دارند به هنگ کنگ می‌آیند، این گروه نیز دو تن از جنگجویانش را که یکی دختری به نام: «لیلا» و دیگری پسری به نام: «ریو» هست و هر دو هم عاشق یکدیگر هستند به جنگ خون‌آشام‌ها می‌فرستد، نبرد بزرگی میان این دو جنگجو و خون‌آشام‌ها در یک ایستگاه راه‌آهن درمی‌گیرد، این دو جنگجو بسیاری از خون‌آشام‌ها را می‌کشند و در فرجام این نبرد دوک دکوتس بازوی راستش را از دست می‌دهد و لیلا هم کشته می‌شود.
پس از چند روز خواهر لیلا به نام: «جیپسی» به جای لیلا می‌آید تا همراه ریو با خون‌آشام‌ها بجنگد، ریو به جیپسی یاد می‌دهد که هنگام نبرد با خون‌آشام‌ها نخست باید اندکی از خون خون‌آشام‌ها را برای توانمندتر شدن نوشید و پس از پایان نبرد باید پادزهر آن خون را نوشید وگرنه کسی که آن خون را نوشیده‌است تبدیل به یک خون‌آشام خواهد شد! ریو همراه با خواهرش به نام: «هلن» در یک خانه زندگی می‌کند، نخست هلن با جیپسی که با او همخانه شده‌است سر ناسازگاری نشان می‌دهد و با کوچک‌ترین بهانه‌ای با او دعوا راه می‌اندازد اما سرانجام هلن و جیپسی باهم دوست می‌شوند، آن هم دوستان صمیمی و یکدل.
یک روز کازاف و پرادا به کافه‌ای در هنگ کنگ می‌روند، هلن هم که خواهر ریو هست به آن کافه می‌آید و در آن کافه دوست پسرش را می‌بیند که با دختر دیگری دوست شده و به او پشت کرده‌است، هلن که دل شکسته و افسرده شده‌است در کنار کازاف و پرادا می‌نشیند و بی آن که بداند آنها خون‌آشام هستند با آنها درد دل می‌کند، کازاف هم با آن که یک خون‌آشام است پس از دیدن هلن و شنیدن درد دل‌های او در آن کافه عاشق هلن می‌شود و پس از جستجوهای فراوان هلن را یافته و به دیدار او در جشن عروسی یکی از دوستان هلن به نام: «جکی» می‌رود.
کازاف اندرزهای پرادا را که می‌گوید عشق یک خون‌آشام به یک انسان معمولی فرجامی نخواهد داشت نادیده گرفته و بر آن می‌شود که دربارهٔ خودش این حقیقت را که یک خون‌آشام است به هلن بگوید، کازاف پس از گفتن حقیقت دربارهٔ خودش به هلن از حال می‌رود و هلن می‌کوشد او را به بیمارستان برساند، خون‌آشام‌های دوک دکوتس نیز آن دو را دنبال می‌کنند تا هلن را بکشند و کازاف را بربایند، هلن کازاف را سوار آمبولانسی می‌کند که یکی از سرنشینانش جکی است و هنگامی که آمبولانس حرکت می‌کند خون‌آشام‌های دوک دکوتس آنها را دنبال می‌کنند اما کازاف و هلن پس از یاری جکی به آنها از چنگشان می‌گریزند.
پس از این رویدادها هلن نیز احساس می‌کند که عاشق کازاف شده‌است و آرام، آرام دربارهٔ این که عاشق یک خون‌آشام شده‌است سخنانی را به جیپسی که در خانه ریو و هلن زندگی می‌کند می‌گوید، جیپسی در آغاز به سختی با عشق هلن به یک خون‌آشام مخالفت می‌کند اما چون عاشق ریو شده‌است و هلن از او با عنوان: «زن داداش» نام می‌برد نرم می‌شود، ریو نیز پس از آن که پی می‌برد خواهرش هلن عاشق یک خون‌آشام شده‌است نخست با این رابطه عاشقانه مخالفت می‌کند اما با پادرمیانی جیپسی او هم نرم می‌شود.
از سوی دیگر دوک دکوتس پس از آن که می‌فهمد کازاف و پرادا در کلیسائی زندگی می‌کنند با انبوهی از خون‌آشام‌ها به کلیسا رفته پس از اشغال آنجا پرادا را دستگیر می‌کند و پس از بازگشت کازاف به کلیسا او را هم دستگیر می‌کند، دوک دکوتس نخست پرادا را می‌کشد و سپس گوهر ویژه روان کازاف را از او می‌گیرد و پس از به دست آوردن کتاب مقدس خون‌آشام‌ها که کازاف و پرادا با خودشان به کلیسا آورده بودند بر آن می‌شود که کتاب روز به جای شب را باز کند و نیروی کتاب را به دست آورد.
در این میان هلن و جیپسی به کلیسا می‌روند و می‌بینند که ریو چون نتوانسته‌است پادزهر خون خون‌آشام را بنوشد تبدیل به خون‌آشام بی‌اراده و از خود بیگانه‌ای شده‌است که حتی هلن و جیپسی را هم می‌خواهد بکشد و خون آنها را بنوشد! جیپسی با چشمانی اشکبار ناچار می‌شود ریو را بکشد، سپس جیپسی و هلن به جنگ خون‌آشام‌ها رفته و همه آنها را می‌کشند و نیروی کتاب مقدس خون‌آشام‌ها هم پس از باز شدن کتاب به جیپسی می‌رسد، جیپسی پس از به دست آوردن نیروی کتاب مقدس خون‌آشام‌ها خودش تبدیل به یک خون‌آشام شده و دوک دکوتس را می‌کشد و پس از این پیروزی همراه با هلن و کازاف از کلیسا بیرون می‌رود.

## بازیگران
- اکین چنگ / ریو
- جوسی هو / لیلا
- میکی هارت / دوک دکوتس
- شارلین چوی / هلن
- جیلیان چونگ / جیپسی
- ادیسون چن / کازاف
- آنتونی وانگ / پرادا
- مندی چیانگ / موموکو
- جکی چان / جکی
- کارن موک / آیوی
- لین شانگ‌یی / پدر جکی
- جانگ دا مینگ / دوست جکی
- جانگ شی یی / مهمان جشن عروسی
- مگی لاو / پرستار مگی
- چاپمن تو / کن
- فیلیپ نگ / خون‌آشام
- مارک استرنج / خون‌آشام
- دیگر مش / خون‌آشام
- مارکی لی کمبل / خون‌آشام
- فیلیپ چن / خون‌آشام
- دانیل وایت / خون‌آشام
- سیمون روبیدا / خون‌آشام
- دانیل اونیل / خون‌آشام
- بی لوگان / خون‌آشام
- رابرت مایستر / خون‌آشام
- مایکل کلمنتس / خون‌آشام
- دون فرگوسن / خون‌آشام
- متیو استورجس / خون‌آشام